# 만다린 (마블 코믹스)
만다린(Mandarin)은 마블 코믹스가 출판하는 만화책의 등장인물로, 아이언맨의 최대 적이다. 첫 등장은 Tales of Suspense #50 (1964년 2월)이다. 스탠 리와 돈 헥에 의해 만들어진 중국인 캐릭터로 칭기즈 칸의 후손이다. 외계에서 떨어진 열 개의 반지를 발견하고 이 반지를 통해 다른 사람의 정신을 조종하거나 유독성 가스를 내뿜는 등 세계를 지배하고자 한다.